# Vasas SC
 
Vasas SC (ungarsk udtale: [ˈvɒʃɒʃ]) er en af Ungarns største sportsklubber. De fleste af dets faciliteter er beliggende i Budapests 13. distrikt i den nordlige del af byen. Medlemmer af den ungarske fagforening for jernarbejdere grundlagde klubben som Vas-és Fémmunkások Sport Clubja, "Sport Club of Iron and Metal Workers", den 16. marts 1911. Klubbens farver er røde og blå.
Vasas FC har vundet den ungarske liga seks gange. Vasas er internationalt kendt for at nå semifinalerne i Europa Cup-sæsonen 1957–58, kvartfinalerne i Europa Cup-sæsonen 1967–68 og for at være den mest succesrige klub i Mitropa Cuppen med 6 mesterskaber.

## Historie
Vasas deltog først gang i Nemzeti Bajnokság I i sæsonen 1916-17. Siden da har klubben formået at vinde syv titler. Klubbens mest succesrige periode har været mellem 1957 og 1966. I denne periode vandt de den ungarske liga fem gange.